# Marysville (Ohio)
Marysville település az Amerikai Egyesült Államok Ohio államában, Union megyében, melynek megyeszékhelye is. Lakosainak száma 25 571 fő (2020. április 1.).

## Népesség
A település népességének változása:

| 2010 | 22 094 |
| 2020 | 25 571 |